# Camponotus mirabilis
Camponotus mirabilis é uma espécie de formiga do gênero Camponotus.

## Distribuição
A espécie foi descrita a partir de espécimes coletados no Peru.